# Belva Plain
Pour les articles homonymes, voir Plain.
Œuvres principales
Les Farrel (1982)
Là où les chemins nous mènent (2010)
Belva Plain (Belva Offenberg), née le 9 octobre 1915 à New York, et décédée le 12 octobre 2010, est une romancière américaine.
Son premier roman, Tous les fleuves vont à la mer, a été publié en 1978 et est resté 41 semaines sur la liste de best-sellers du New York Times. Ses livres se sont vendus à plus de 30 millions d'exemplaires dans le monde.